# Villa de Ves
Villa de Ves é um município da Espanha na província de Albacete, comunidade autónoma de Castilla-La Mancha, de área 57,60 km² com população de 74 habitantes (2004) e densidade populacional de 1,28 hab/km².

## Demografia
| Variação demográfica do município entre 1991 e 2004 | Variação demográfica do município entre 1991 e 2004 | Variação demográfica do município entre 1991 e 2004 | Variação demográfica do município entre 1991 e 2004 |
| --------------------------------------------------- | --------------------------------------------------- | --------------------------------------------------- | --------------------------------------------------- |
| 1991                                                | 1996                                                | 2001                                                | 2004                                                |
| 54                                                  | 68                                                  | 60                                                  | 74                                                  |